# Lenora Claire

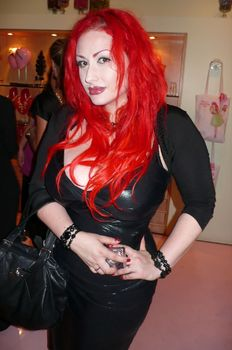
Lenora Claire (2008)

Lenora Claire (* 1. Juni 1980 in New York City, New York) ist eine US-amerikanische Schauspielerin.

## Karriere
Lenora Claire wurde vom LA Weekly als Jessica Rabbit beschrieben. Ihr Schauspieldebüt gab sie als Nadia in dem Filmdrama Closer to Death.
Im Jahr 2004 spielte Claire bei der Direct-to-DVD-Produktion Tales from the Crapper neben Julie Strain, Lloyd Kaufman und Masuimi Max mit. Im Jahr 2007 spielte sie in dem Horrorfilm The Devil’s Muse ein weiteres Mal neben Masuimi Max und Julie Strain eine Filmrolle. In diesem Film sind Kristen Kerr und Sarah Scott ein den Hauptrollen zu sehen. Im Jahr 2011 spielte sie in der Fortsetzung zu Showgirls mit. Darin spielte sie die Rolle der Emerald und Rena Riffel verfasste das Drehbuch dazu, führte Regie und stand als Hauptdarstellerin vor der Kamera. Für den Mystery-Thriller Noirland, der 2013 in die US-amerikanischen Kinos kommen soll, stand Claire das letzte Mal vor der Kamera.

## Filmografie (Auswahl)
- 2003: Closer to Death
- 2004: Tales from the Crapper
- 2007: The Devil’s Muse
- 2011: Showgirls 2: Penny’s from Heaven